# Hemiphonus sexmaculatus
Hemiphonus sexmaculatus är en insektsart som först beskrevs av Lucien Chopard 1969.  Hemiphonus sexmaculatus ingår i släktet Hemiphonus och familjen syrsor. Inga underarter finns listade i Catalogue of Life.